# Élections américaines de la Chambre des représentants de 2018
En 2018, les élections à la Chambre des représentants des États-Unis ont lieu le 6 novembre pour renouveler l'ensemble de la chambre basse du Congrès (435 sièges).
Ces élections se déroulent en même temps que des élections sénatoriales et élections de gouverneurs.

## Contexte
Le Parti républicain est majoritaire à la Chambre des représentants depuis les élections de 2010. À la suite des élections de novembre 2016, ils détiennent une majorité de 47 sièges sur les démocrates. L'opposition doit donc remporter 24 sièges pour espérer reprendre le contrôle de la Chambre.
À un an des élections de 2018, les républicains sont considérés en difficulté : le président Donald Trump est impopulaire et les démocrates devancent largement les républicains dans les sondages nationaux. Par ailleurs, depuis la Seconde Guerre mondiale, le parti du président perd en moyenne 25 sièges lors des élections de mi-mandat ; davantage lorsque celui-ci contrôle les deux chambres du Congrès, comme depuis 2016. À sept mois des élections de mi-mandat, un sondage montre que 69 % des Américains âgés de 18 à 29 ans souhaitent voir le Congrès basculer dans les mains des démocrates
Cependant, les démocrates sont confrontés à une carte électorale difficile : une partie des circonscriptions a été victime de gerrymandering au profit des républicains et les électeurs démocrates sont géographiquement regroupés dans les zones urbaines,,. L'électorat est également plus blanc et âgé lors des élections de mi-mandat, favorisant le Parti républicain. Toutefois, l'électorat blanc et non diplômé, qui a porté Donald Trump à la présidence deux ans plus tôt, s'abstient davantage que l'électorat blanc diplômé, plus critique vis-à-vis du président.

## Campagne
Le 11 avril 2018, Paul Ryan, président de la Chambre annonce qu'il ne sera pas candidat à sa réélection, s'ajoutant à la longue liste de républicains qui ne se représenteront pas en novembre, dans un contexte favorable aux démocrates.

### Débats autour de la nomination de Brett Kavanaugh à la Cour suprême
La campagne est marquée par des débats ultra-polarisés autour de la nomination controversée à la Cour suprême des États-Unis du juge conservateur Brett Kavanaugh, accusé d'agressions sexuelles.

### Implication personnelle de Donald Trump

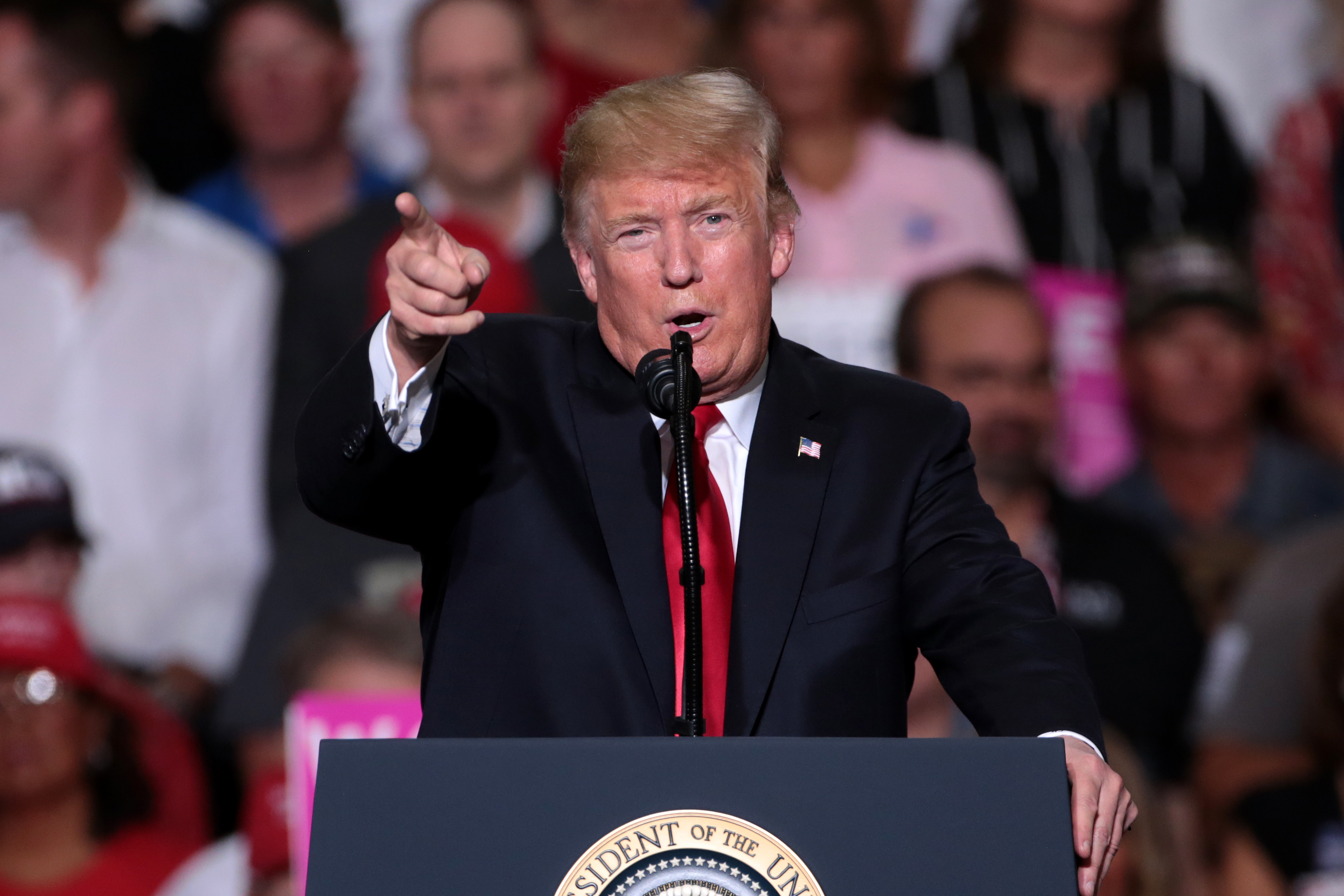
Donald Trump en campagne dans l'Arizona pour soutenir Martha McSally et Doug Doucey, le 19 octobre 2018.

Dès son élection à la présidence le 8 novembre 2016, Donald Trump est particulièrement actif sur le terrain, menant campagne ouvertement en vue de sa réélection en 2020, organisant plusieurs réunions publiques dans les États qui lui sont réputés favorables. Beaucoup voient les élections intermédiaires de 2018 comme un premier jugement du bilan de son début de mandat. Le président se rend régulièrement dans les États en jeu pour soutenir les candidats républicains, tandis que d'autres personnalités démocrates susceptibles de se présenter contre lui en 2020, comme Joe Biden et Bernie Sanders, font également campagne pour les candidats démocrates.

### Venue de caravanes de migrants à travers le Mexique
La fin de la campagne est aussi marquée par le thème de l'immigration, avec le voyage d'une caravane de plusieurs milliers de migrants honduriens à travers le Mexique pour rejoindre les États-Unis, et la formation d'une autre caravane d'un millier de migrants au Guatemala qui semble vouloir prendre le même chemin, dont Donald Trump se sert comme argument afin de mobiliser l'électorat républicain. Le président évoquant « un assaut » contre les États-Unis, accusant « le Parti démocrate [d']encourag[er] des millions d'étrangers illégaux à enfreindre nos lois et violer nos frontières et submerger notre pays », et avançant (sans apporter de preuves) que des terroristes du Moyen-Orient et des membres du gang salvadorien ultra-violent MS-13 auraient infiltré la caravane hondurienne. Son vice-président Mike Pence accuse lui le gouvernement vénézuélien d'extrême gauche et des groupes politiques honduriens de gauche d'avoir organisé les caravanes.
Il est à noter que l'immigration clandestine est une des principales préoccupations politiques des électeurs républicains alors qu'elle est l'une des moins importantes pour les électeurs démocrates. Le 31 octobre 2018, Donald Trump réaffirme vouloir mettre fin au droit du sol. Il fait déployer 5 200 soldats américains à la frontière entre les États-Unis et le Mexique, qui se rajoutent aux 2 100 membres de la Garde nationale et douaniers déjà présents sur place.

### Violences d'extrême droite
Durant la fin d'octobre 2018, plusieurs attaques d'extrême droite ont lieu aux États-Unis, et rendent la campagne plus tendue. Seule l'une d'elles, l'affaire des colis piégés, est explicitement liée à cette campagne. Mais elle s'inscrit dans une vague plus large, qui commence avec l'assassinat de deux Afro-Américains par un suprémaciste blanc dans une épicerie de Louisville
Fin octobre, plusieurs colis piégés contenant des bombes artisanales sont envoyés de manière coordonnée à des figures anti-Trump. Le 23 octobre, à l'homme d'affaires George Soros ; le 24 octobre, à l'ancien président démocrate Barack Obama, à la candidate démocrate de l'élection présidentielle américaine de 2016 face à Trump Hillary Clinton, à l'ex-directeur de la CIA John O. Brennan (ce qui provoque l'évacuation des locaux new-yorkais de la chaîne d'information CNN où il travaille en tant que commentateur), à l'élue démocrate de Floride au Congrès Debbie Wasserman Schultz, à l'ex-ministre de la Justice d'Obama Eric Holder, à la députée démocrate californienne Maxine Waters, et au gouverneur démocrate de New-York Andrew Cuomo. Tous les colis piégés ont été interceptés et désamorcés avant d'atteindre leurs destinataires, aucun blessé. Le 25 octobre, l'acteur Robert De Niro et l'ex-vice-président démocrate d'Obama Joe Biden sont à leur tour visés, les colis sont à nouveau interceptés et désamorcés sans faire de blessés. Trump réagit en condamnant "tout acte ou menace de violence politique", mais il rejette la responsabilité sur les médias traditionnels. La piste du terrorisme intérieur est privilégiée. Le 26 octobre, deux autres colis piégés sont interceptés, destinés au sénateur démocrate Cory Booker et à l'ex-responsable des renseignements James R. Clapper (à nouveau via les bureaux de CNN) ; le jour-même, le principal suspect est arrêté par le FBI à Plantation (Floride),. Il s'agirait d'un partisan de Trump âgé de 58 ans dénommé Cesar Altieri Sayoc Jr., déjà arrêté 12 fois, dont une fois qui avait mené à sa condamnation pour menace à la bombe en 2002, après avoir menacé par téléphone de faire exploser une centrale électrique locale.
Le 27 octobre, un individu de l'extrême droite antisémite et qui le revendiquait ouvertement, Robert Bowers (mais qui était anti-Trump contrairement à Cesar Altieri Sayoc), entre dans la synagogue Tree of Life de Pittsburgh et ouvre le feu en criant : « Tous les juifs doivent mourir ! ». Il tue 11 personnes juives avant l'arrivée de la police. Puis il continue la fusillade par un échange de coups de feu avec la police, au cours de laquelle 3 policiers et Bowers sont blessés, ce qui l'amène à se rendre. Il s'agit de l'attaque antisémite la plus meurtrière de l'Histoire des États-Unis. Le réseau social très utilisé par l'extrême droite anglophone Gab, sur lequel Bowers était actif, ferme deux jours après la fusillade.

## Participation
Les résultats sur 429 des 435 circonscriptions, à la date du 16 novembre, indiquaient un total de 103,56 millions de voix exprimées selon The New York Times, auxquelles s'ajoutent 1,8 million d'autres suffrages, soit un total de 105,36 millions de voix.
L'estimation de 113 millions de suffrages des experts interrogés par l'Associated Press, sur le total des 435 circonscriptions, incluant les six grandes circonscriptions à comptabiliser, semblait relativement peu éloignée de la réalité.
L'estimation du "United States Elections Project" est légèrement plus basse, avec 110 millions de votants.
En date du 23 novembre, légèrement moins de 112 millions de votes ont été comptabilisés.
Lors des précédentes Élections américaines de Midterm, en 2014, les 435 candidats présentés par chacun des deux grands partis à la Chambre des représentants n'avaient totalisé que 75,7 millions de voix, ce qui rend probable une progression de beaucoup plus d'un tiers de la participation en quatre ans.
Environ 48 % des électeurs inscrits se sont déplacés, selon le United States Elections Project, soit la proportion la plus élevée depuis 50 ans pour des élections de Midterm. Le précédent plus haut datait de 1966, avec 49 %, selon la même source, qui observe que la mobilisation a bénéficié aux deux camps.
Au matin du 24 novembre 2018, alors que le comptage n'est pas encore totalement définitif, le parti démocrate a 8 % d'écart par rapport au parti républicain au niveau national :
| Étiquette   | Nombre de votes | % des votes |
| ----------- | --------------- | ----------- |
| Démocrate   | 59 379 807      | 53,1        |
| Républicain | 50 449 315      | 45,1        |
| Autre       | 1 927 255       | 1,7         |

## Votes par anticipation
Un total de 39 millions d'électeurs ont choisi de voter par anticipation ou par procuration, dans les 37 États sur 50 qui autorisent ce mode de vote, selon le United States Elections Project, un niveau inégalé dans l'histoire, selon Michael P. McDonald, professeur associé de science politique à l'Université de Floride, et presque autant que les 47 millions qui avaient fait de même lors de l'élection présidentielle américaine de 2016. C'est un doublement en huit ans, par rapport aux 19,19 millions de votes anticipés en 2010. Selon Kat Calvin, fondateur de "Spread the Vote, ce regain d'engagement politique a été causé par les choix politiques de l'administration Trump.

## Résultats par district
| État                 | District cong.    | Représentant sortant     | Parti | Parti       | Représentant élu         | Parti | Parti       |
| -------------------- | ----------------- | ------------------------ | ----- | ----------- | ------------------------ | ----- | ----------- |
| Alabama              | 1er district      | Bradley Byrne            |       | Républicain | Bradley Byrne            |       | Républicain |
| Alabama              | 2e district       | Martha Roby              |       | Républicain | Martha Roby              |       | Républicain |
| Alabama              | 3e district       | Mike Rogers              |       | Républicain | Mike Rogers              |       | Républicain |
| Alabama              | 4e district       | Robert Aderholt          |       | Républicain | Robert Aderholt          |       | Républicain |
| Alabama              | 5e district       | Mo Brooks                |       | Républicain | Mo Brooks                |       | Républicain |
| Alabama              | 6e district       | Gary Palmer              |       | Républicain | Gary Palmer              |       | Républicain |
| Alabama              | 7e district       | Terri Sewell             |       | Démocrate   | Terri Sewell             |       | Démocrate   |
| Alaska               | District at-large | Don Young                |       | Républicain | Don Young                |       | Républicain |
| Arizona              | 1er district      | Tom O'Halleran           |       | Démocrate   | Tom O'Halleran           |       | Démocrate   |
| Arizona              | 2e district       | Martha McSally *         |       | Républicain | Ann Kirkpatrick          |       | Démocrate   |
| Arizona              | 3e district       | Raúl Grijalva            |       | Démocrate   | Raúl Grijalva            |       | Démocrate   |
| Arizona              | 4e district       | Paul Gosar               |       | Républicain | Paul Gosar               |       | Républicain |
| Arizona              | 5e district       | Andy Biggs               |       | Républicain | Andy Biggs               |       | Républicain |
| Arizona              | 6e district       | David Schweikert         |       | Républicain | David Schweikert         |       | Républicain |
| Arizona              | 7e district       | Ruben Gallego            |       | Démocrate   | Ruben Gallego            |       | Démocrate   |
| Arizona              | 8e district       | Debbie Lesko             |       | Républicain | Debbie Lesko             |       | Républicain |
| Arizona              | 9e district       | Kyrsten Sinema *         |       | Démocrate   | Greg Stanton             |       | Démocrate   |
| Arkansas             | 1er district      | Rick Crawford            |       | Républicain | Rick Crawford            |       | Républicain |
| Arkansas             | 2e district       | French Hill              |       | Républicain | French Hill              |       | Républicain |
| Arkansas             | 3e district       | Steve Womack             |       | Républicain | Steve Womack             |       | Républicain |
| Arkansas             | 4e district       | Bruce Westerman          |       | Républicain | Bruce Westerman          |       | Républicain |
| Californie           | 1er district      | Doug LaMalfa             |       | Républicain | Doug LaMalfa             |       | Républicain |
| Californie           | 2e district       | Jared Huffman            |       | Démocrate   | Jared Huffman            |       | Démocrate   |
| Californie           | 3e district       | John Garamendi           |       | Démocrate   | John Garamendi           |       | Démocrate   |
| Californie           | 4e district       | Tom McClintock           |       | Républicain | Tom McClintock           |       | Républicain |
| Californie           | 5e district       | Mike Thompson            |       | Démocrate   | Mike Thompson            |       | Démocrate   |
| Californie           | 6e district       | Doris Matsui             |       | Démocrate   | Doris Matsui             |       | Démocrate   |
| Californie           | 7e district       | Ami Bera                 |       | Démocrate   | Ami Bera                 |       | Démocrate   |
| Californie           | 8e district       | Paul Cook                |       | Républicain | Paul Cook                |       | Républicain |
| Californie           | 9e district       | Jerry McNerney           |       | Démocrate   | Jerry McNerney           |       | Démocrate   |
| Californie           | 10e district      | Jeff Denham              |       | Républicain | Josh Harder              |       | Démocrate   |
| Californie           | 11e district      | Mark DeSaulnier          |       | Démocrate   | Mark DeSaulnier          |       | Démocrate   |
| Californie           | 12e district      | Nancy Pelosi             |       | Démocrate   | Nancy Pelosi             |       | Démocrate   |
| Californie           | 13e district      | Barbara Lee              |       | Démocrate   | Barbara Lee              |       | Démocrate   |
| Californie           | 14e district      | Jackie Speier            |       | Démocrate   | Jackie Speier            |       | Démocrate   |
| Californie           | 15e district      | Eric Swalwell            |       | Démocrate   | Eric Swalwell            |       | Démocrate   |
| Californie           | 16e district      | Jim Costa                |       | Démocrate   | Jim Costa                |       | Démocrate   |
| Californie           | 17e district      | Ro Khanna                |       | Démocrate   | Ro Khanna                |       | Démocrate   |
| Californie           | 18e district      | Anna Eshoo               |       | Démocrate   | Anna Eshoo               |       | Démocrate   |
| Californie           | 19e district      | Zoe Lofgren              |       | Démocrate   | Zoe Lofgren              |       | Démocrate   |
| Californie           | 20e district      | Jimmy Panetta            |       | Démocrate   | Jimmy Panetta            |       | Démocrate   |
| Californie           | 21e district      | David Valadao            |       | Républicain | TJ Cox                   |       | Démocrate   |
| Californie           | 22e district      | Devin Nunes              |       | Républicain | Devin Nunes              |       | Républicain |
| Californie           | 23e district      | Kevin McCarthy           |       | Républicain | Kevin McCarthy           |       | Républicain |
| Californie           | 24e district      | Salud Carbajal           |       | Démocrate   | Salud Carbajal           |       | Démocrate   |
| Californie           | 25e district      | Steve Knight             |       | Républicain | Katie Hill               |       | Démocrate   |
| Californie           | 26e district      | Julia Brownley           |       | Démocrate   | Julia Brownley           |       | Démocrate   |
| Californie           | 27e district      | Judy Chu                 |       | Démocrate   | Judy Chu                 |       | Démocrate   |
| Californie           | 28e district      | Adam Schiff              |       | Démocrate   | Adam Schiff              |       | Démocrate   |
| Californie           | 29e district      | Tony Cárdenas            |       | Démocrate   | Tony Cárdenas            |       | Démocrate   |
| Californie           | 30e district      | Brad Sherman             |       | Démocrate   | Brad Sherman             |       | Démocrate   |
| Californie           | 31e district      | Pete Aguilar             |       | Démocrate   | Pete Aguilar             |       | Démocrate   |
| Californie           | 32e district      | Grace Napolitano         |       | Démocrate   | Grace Napolitano         |       | Démocrate   |
| Californie           | 33e district      | Ted Lieu                 |       | Démocrate   | Ted Lieu                 |       | Démocrate   |
| Californie           | 34e district      | Jimmy Gomez              |       | Démocrate   | Jimmy Gomez              |       | Démocrate   |
| Californie           | 35e district      | Norma Torres             |       | Démocrate   | Norma Torres             |       | Démocrate   |
| Californie           | 36e district      | Raul Ruiz                |       | Démocrate   | Raul Ruiz                |       | Démocrate   |
| Californie           | 37e district      | Karen Bass               |       | Démocrate   | Karen Bass               |       | Démocrate   |
| Californie           | 38e district      | Linda Sánchez            |       | Démocrate   | Linda Sánchez            |       | Démocrate   |
| Californie           | 39e district      | Ed Royce *               |       | Républicain | Gil Cisneros             |       | Démocrate   |
| Californie           | 40e district      | Lucille Roybal-Allard    |       | Démocrate   | Lucille Roybal-Allard    |       | Démocrate   |
| Californie           | 41e district      | Mark Takano              |       | Démocrate   | Mark Takano              |       | Démocrate   |
| Californie           | 42e district      | Ken Calvert              |       | Républicain | Ken Calvert              |       | Républicain |
| Californie           | 43e district      | Maxine Waters            |       | Démocrate   | Maxine Waters            |       | Démocrate   |
| Californie           | 44e district      | Nanette Barragán         |       | Démocrate   | Nanette Barragán         |       | Démocrate   |
| Californie           | 45e district      | Mimi Walters             |       | Républicain | Katie Porter             |       | Démocrate   |
| Californie           | 46e district      | Lou Correa               |       | Démocrate   | Lou Correa               |       | Démocrate   |
| Californie           | 47e district      | Alan Lowenthal           |       | Démocrate   | Alan Lowenthal           |       | Démocrate   |
| Californie           | 48e district      | Dana Rohrabacher         |       | Républicain | Harley Rouda             |       | Démocrate   |
| Californie           | 49e district      | Darrell Issa *           |       | Républicain | Mike Levin               |       | Démocrate   |
| Californie           | 50e district      | Duncan D. Hunter         |       | Républicain | Duncan D. Hunter         |       | Républicain |
| Californie           | 51e district      | Juan Vargas              |       | Démocrate   | Juan Vargas              |       | Démocrate   |
| Californie           | 52e district      | Scott Peters             |       | Démocrate   | Scott Peters             |       | Démocrate   |
| Californie           | 53e district      | Susan Davis              |       | Démocrate   | Susan Davis              |       | Démocrate   |
| Caroline du Nord     | 1er district      | G. K. Butterfield        |       | Démocrate   | G. K. Butterfield        |       | Démocrate   |
| Caroline du Nord     | 2e district       | George Holding           |       | Républicain | George Holding           |       | Républicain |
| Caroline du Nord     | 3e district       | Walter Jones             |       | Républicain | Walter Jones             |       | Républicain |
| Caroline du Nord     | 4e district       | David Price              |       | Démocrate   | David Price              |       | Démocrate   |
| Caroline du Nord     | 5e district       | Virginia Foxx            |       | Républicain | Virginia Foxx            |       | Républicain |
| Caroline du Nord     | 6e district       | Mark Walker              |       | Républicain | Mark Walker              |       | Républicain |
| Caroline du Nord     | 7e district       | David Rouzer             |       | Républicain | David Rouzer             |       | Républicain |
| Caroline du Nord     | 8e district       | Richard Hudson           |       | Républicain | Richard Hudson           |       | Républicain |
| Caroline du Nord     | 9e district       | Robert Pittenger ♦       |       | Républicain | Résultats non-certifiés  |       |             |
| Caroline du Nord     | 10e district      | Patrick McHenry          |       | Républicain | Patrick McHenry          |       | Républicain |
| Caroline du Nord     | 11e district      | Mark Meadows             |       | Républicain | Mark Meadows             |       | Républicain |
| Caroline du Nord     | 12e district      | Alma Adams               |       | Démocrate   | Alma Adams               |       | Démocrate   |
| Caroline du Nord     | 13e district      | Ted Budd                 |       | Républicain | Ted Budd                 |       | Républicain |
| Caroline du Sud      | 1er district      | Mark Sanford ♦           |       | Républicain | Joe Cunningham           |       | Démocrate   |
| Caroline du Sud      | 2e district       | Joe Wilson               |       | Républicain | Joe Wilson               |       | Républicain |
| Caroline du Sud      | 3e district       | Jeff Duncan              |       | Républicain | Jeff Duncan              |       | Républicain |
| Caroline du Sud      | 4e district       | Trey Gowdy *             |       | Républicain | William Timmons          |       | Républicain |
| Caroline du Sud      | 5e district       | Ralph Norman             |       | Républicain | Ralph Norman             |       | Républicain |
| Caroline du Sud      | 6e district       | Jim Clyburn              |       | Démocrate   | Jim Clyburn              |       | Démocrate   |
| Caroline du Sud      | 7e district       | Tom Rice                 |       | Républicain | Tom Rice                 |       | Républicain |
| Colorado             | 1er district      | Diana DeGette            |       | Démocrate   | Diana DeGette            |       | Démocrate   |
| Colorado             | 2e district       | Jared Polis *            |       | Démocrate   | Joe Neguse               |       | Démocrate   |
| Colorado             | 3e district       | Scott Tipton             |       | Républicain | Scott Tipton             |       | Républicain |
| Colorado             | 4e district       | Ken Buck                 |       | Républicain | Ken Buck                 |       | Républicain |
| Colorado             | 5e district       | Doug Lamborn             |       | Républicain | Doug Lamborn             |       | Républicain |
| Colorado             | 6e district       | Mike Coffman             |       | Républicain | Jason Crow               |       | Démocrate   |
| Colorado             | 7e district       | Ed Perlmutter            |       | Démocrate   | Ed Perlmutter            |       | Démocrate   |
| Connecticut          | 1er district      | John Larson              |       | Démocrate   | John Larson              |       | Démocrate   |
| Connecticut          | 2e district       | Joe Courtney             |       | Démocrate   | Joe Courtney             |       | Démocrate   |
| Connecticut          | 3e district       | Rosa DeLauro             |       | Démocrate   | Rosa DeLauro             |       | Démocrate   |
| Connecticut          | 4e district       | Jim Himes                |       | Démocrate   | Jim Himes                |       | Démocrate   |
| Connecticut          | 5e district       | Elizabeth Esty *         |       | Démocrate   | Jahana Hayes             |       | Démocrate   |
| Dakota du Nord       | District at-large | Kevin Cramer *           |       | Républicain | Kelly Armstrong          |       | Républicain |
| Dakota du Sud        | District at-large | Kristi Noem *            |       | Républicain | Dusty Johnson            |       | Républicain |
| Delaware             | District at-large | Lisa Blunt Rochester     |       | Démocrate   | Lisa Blunt Rochester     |       | Démocrate   |
| Floride              | 1er district      | Matt Gaetz               |       | Républicain | Matt Gaetz               |       | Républicain |
| Floride              | 2e district       | Neal Dunn                |       | Républicain | Neal Dunn                |       | Républicain |
| Floride              | 3e district       | Ted Yoho                 |       | Républicain | Ted Yoho                 |       | Républicain |
| Floride              | 4e district       | John Rutherford          |       | Républicain | John Rutherford          |       | Républicain |
| Floride              | 5e district       | Al Lawson                |       | Démocrate   | Al Lawson                |       | Démocrate   |
| Floride              | 6e district       | Ron DeSantis *           |       | Républicain | Michael Waltz            |       | Républicain |
| Floride              | 7e district       | Stephanie Murphy         |       | Démocrate   | Stephanie Murphy         |       | Démocrate   |
| Floride              | 8e district       | Bill Posey               |       | Républicain | Bill Posey               |       | Républicain |
| Floride              | 9e district       | Darren Soto              |       | Démocrate   | Darren Soto              |       | Démocrate   |
| Floride              | 10e district      | Val Demings              |       | Démocrate   | Val Demings              |       | Démocrate   |
| Floride              | 11e district      | Dan Webster              |       | Républicain | Dan Webster              |       | Républicain |
| Floride              | 12e district      | Gus Bilirakis            |       | Républicain | Gus Bilirakis            |       | Républicain |
| Floride              | 13e district      | Charlie Crist            |       | Démocrate   | Charlie Crist            |       | Démocrate   |
| Floride              | 14e district      | Kathy Castor             |       | Démocrate   | Kathy Castor             |       | Démocrate   |
| Floride              | 15e district      | Dennis Ross *            |       | Républicain | Ross Spano               |       | Républicain |
| Floride              | 16e district      | Vern Buchanan            |       | Républicain | Vern Buchanan            |       | Républicain |
| Floride              | 17e district      | Tom Rooney *             |       | Républicain | Greg Steube              |       | Républicain |
| Floride              | 18e district      | Brian Mast               |       | Républicain | Brian Mast               |       | Républicain |
| Floride              | 19e district      | Francis Rooney           |       | Républicain | Francis Rooney           |       | Républicain |
| Floride              | 20e district      | Alcee Hastings           |       | Démocrate   | Alcee Hastings           |       | Démocrate   |
| Floride              | 21e district      | Lois Frankel             |       | Démocrate   | Lois Frankel             |       | Démocrate   |
| Floride              | 22e district      | Ted Deutch               |       | Démocrate   | Ted Deutch               |       | Démocrate   |
| Floride              | 23e district      | Debbie Wasserman Schultz |       | Démocrate   | Debbie Wasserman Schultz |       | Démocrate   |
| Floride              | 24e district      | Frederica Wilson         |       | Démocrate   | Frederica Wilson         |       | Démocrate   |
| Floride              | 25e district      | Mario Díaz-Balart        |       | Républicain | Mario Díaz-Balart        |       | Républicain |
| Floride              | 26e district      | Carlos Curbelo           |       | Républicain | Debbie Mucarsel-Powell   |       | Démocrate   |
| Floride              | 27e district      | Ileana Ros-Lehtinen *    |       | Républicain | Donna Shalala            |       | Démocrate   |
| Géorgie              | 1er district      | Buddy Carter             |       | Républicain | Buddy Carter             |       | Républicain |
| Géorgie              | 2e district       | Sanford Bishop           |       | Démocrate   | Sanford Bishop           |       | Démocrate   |
| Géorgie              | 3e district       | Drew Ferguson            |       | Républicain | Drew Ferguson            |       | Républicain |
| Géorgie              | 4e district       | Hank Johnson             |       | Démocrate   | Hank Johnson             |       | Démocrate   |
| Géorgie              | 5e district       | John Lewis               |       | Démocrate   | John Lewis               |       | Démocrate   |
| Géorgie              | 6e district       | Karen Handel             |       | Républicain | Lucy McBath              |       | Démocrate   |
| Géorgie              | 7e district       | Rob Woodall              |       | Républicain | Rob Woodall              |       | Républicain |
| Géorgie              | 8e district       | Austin Scott             |       | Républicain | Austin Scott             |       | Républicain |
| Géorgie              | 9e district       | Doug Collins             |       | Républicain | Doug Collins             |       | Républicain |
| Géorgie              | 10e district      | Jody Hice                |       | Républicain | Jody Hice                |       | Républicain |
| Géorgie              | 11e district      | Barry Loudermilk         |       | Républicain | Barry Loudermilk         |       | Républicain |
| Géorgie              | 12e district      | Rick Allen               |       | Républicain | Rick Allen               |       | Républicain |
| Géorgie              | 13e district      | David Scott              |       | Démocrate   | David Scott              |       | Démocrate   |
| Géorgie              | 14e district      | Tom Graves               |       | Républicain | Tom Graves               |       | Républicain |
| Hawaï                | 1er district      | Colleen Hanabusa *       |       | Démocrate   | Ed Case                  |       | Démocrate   |
| Hawaï                | 2e district       | Tulsi Gabbard            |       | Démocrate   | Tulsi Gabbard            |       | Démocrate   |
| Idaho                | 1er district      | Raúl Labrador *          |       | Républicain | Russ Fulcher             |       | Républicain |
| Idaho                | 2e district       | Mike Simpson             |       | Républicain | Mike Simpson             |       | Républicain |
| Illinois             | 1er district      | Bobby Rush               |       | Démocrate   | Bobby Rush               |       | Démocrate   |
| Illinois             | 2e district       | Robin Kelly              |       | Démocrate   | Robin Kelly              |       | Démocrate   |
| Illinois             | 3e district       | Dan Lipinski             |       | Démocrate   | Dan Lipinski             |       | Démocrate   |
| Illinois             | 4e district       | Luis Gutiérrez *         |       | Démocrate   | Chuy García              |       | Démocrate   |
| Illinois             | 5e district       | Michael Quigley          |       | Démocrate   | Michael Quigley          |       | Démocrate   |
| Illinois             | 6e district       | Peter Roskam             |       | Républicain | Sean Casten              |       | Démocrate   |
| Illinois             | 7e district       | Danny Davis              |       | Démocrate   | Danny Davis              |       | Démocrate   |
| Illinois             | 8e district       | Raja Krishnamoorthi      |       | Démocrate   | Raja Krishnamoorthi      |       | Démocrate   |
| Illinois             | 9e district       | Jan Schakowsky           |       | Démocrate   | Jan Schakowsky           |       | Démocrate   |
| Illinois             | 10e district      | Brad Schneider           |       | Démocrate   | Brad Schneider           |       | Démocrate   |
| Illinois             | 11e district      | Bill Foster              |       | Démocrate   | Bill Foster              |       | Démocrate   |
| Illinois             | 12e district      | Mike Bost                |       | Républicain | Mike Bost                |       | Républicain |
| Illinois             | 13e district      | Rodney Davis             |       | Républicain | Rodney Davis             |       | Républicain |
| Illinois             | 14e district      | Randy Hultgren           |       | Républicain | Lauren Underwood         |       | Démocrate   |
| Illinois             | 15e district      | John Shimkus             |       | Républicain | John Shimkus             |       | Républicain |
| Illinois             | 16e district      | Adam Kinzinger           |       | Républicain | Adam Kinzinger           |       | Républicain |
| Illinois             | 17e district      | Cheri Bustos             |       | Démocrate   | Cheri Bustos             |       | Démocrate   |
| Illinois             | 18e district      | Darin LaHood             |       | Républicain | Darin LaHood             |       | Républicain |
| Indiana              | 1er district      | Pete Visclosky           |       | Démocrate   | Pete Visclosky           |       | Démocrate   |
| Indiana              | 2e district       | Jackie Walorski          |       | Républicain | Jackie Walorski          |       | Républicain |
| Indiana              | 3e district       | Jim Banks                |       | Républicain | Jim Banks                |       | Républicain |
| Indiana              | 4e district       | Todd Rokita *            |       | Républicain | Jim Baird                |       | Républicain |
| Indiana              | 5e district       | Susan Brooks             |       | Républicain | Susan Brooks             |       | Républicain |
| Indiana              | 6e district       | Luke Messer *            |       | Républicain | Greg Pence               |       | Républicain |
| Indiana              | 7e district       | André Carson             |       | Démocrate   | André Carson             |       | Démocrate   |
| Indiana              | 8e district       | Larry Bucshon            |       | Républicain | Larry Bucshon            |       | Républicain |
| Indiana              | 9e district       | Trey Hollingsworth       |       | Républicain | Trey Hollingsworth       |       | Républicain |
| Iowa                 | 1er district      | Rod Blum                 |       | Républicain | Abby Finkenauer          |       | Démocrate   |
| Iowa                 | 2e district       | Dave Loebsack            |       | Démocrate   | Dave Loebsack            |       | Démocrate   |
| Iowa                 | 3e district       | David Young              |       | Républicain | Cindy Axne               |       | Démocrate   |
| Iowa                 | 4e district       | Steve King               |       | Républicain | Steve King               |       | Républicain |
| Kansas               | 1er district      | Roger Marshall           |       | Républicain | Roger Marshall           |       | Républicain |
| Kansas               | 2e district       | Lynn Jenkins *           |       | Républicain | Steve Watkins            |       | Républicain |
| Kansas               | 3e district       | Kevin Yoder              |       | Républicain | Sharice Davids           |       | Démocrate   |
| Kansas               | 4e district       | Ron Estes                |       | Républicain | Ron Estes                |       | Républicain |
| Kentucky             | 1er district      | James Comer              |       | Républicain | James Comer              |       | Républicain |
| Kentucky             | 2e district       | Brett Guthrie            |       | Républicain | Brett Guthrie            |       | Républicain |
| Kentucky             | 3e district       | John Yarmuth             |       | Démocrate   | John Yarmuth             |       | Démocrate   |
| Kentucky             | 4e district       | Thomas Massie            |       | Républicain | Thomas Massie            |       | Républicain |
| Kentucky             | 5e district       | Hal Rogers               |       | Républicain | Hal Rogers               |       | Républicain |
| Kentucky             | 6e district       | Andy Barr                |       | Républicain | Andy Barr                |       | Républicain |
| Louisiane            | 1er district      | Steve Scalise            |       | Républicain | Steve Scalise            |       | Républicain |
| Louisiane            | 2e district       | Cedric Richmond          |       | Démocrate   | Cedric Richmond          |       | Démocrate   |
| Louisiane            | 3e district       | Clay Higgins             |       | Républicain | Clay Higgins             |       | Républicain |
| Louisiane            | 4e district       | Mike Johnson             |       | Républicain | Mike Johnson             |       | Républicain |
| Louisiane            | 5e district       | Ralph Abraham            |       | Républicain | Ralph Abraham            |       | Républicain |
| Louisiane            | 6e district       | Garret Graves            |       | Républicain | Garret Graves            |       | Républicain |
| Maine                | 1er district      | Chellie Pingree          |       | Démocrate   | Chellie Pingree          |       | Démocrate   |
| Maine                | 2e district       | Bruce Poliquin           |       | Républicain | Jared Golden             |       | Démocrate   |
| Maryland             | 1er district      | Andrew Harris            |       | Républicain | Andrew Harris            |       | Républicain |
| Maryland             | 2e district       | Dutch Ruppersberger      |       | Démocrate   | Dutch Ruppersberger      |       | Démocrate   |
| Maryland             | 3e district       | John Sarbanes            |       | Démocrate   | John Sarbanes            |       | Démocrate   |
| Maryland             | 4e district       | Anthony G. Brown         |       | Démocrate   | Anthony G. Brown         |       | Démocrate   |
| Maryland             | 5e district       | Steny Hoyer              |       | Démocrate   | Steny Hoyer              |       | Démocrate   |
| Maryland             | 6e district       | John Delaney *           |       | Démocrate   | David Trone              |       | Démocrate   |
| Maryland             | 7e district       | Elijah Cummings          |       | Démocrate   | Elijah Cummings          |       | Démocrate   |
| Maryland             | 8e district       | Jamie Raskin             |       | Démocrate   | Jamie Raskin             |       | Démocrate   |
| Massachusetts        | 1er district      | Richard Neal             |       | Démocrate   | Richard Neal             |       | Démocrate   |
| Massachusetts        | 2e district       | Jim McGovern             |       | Démocrate   | Jim McGovern             |       | Démocrate   |
| Massachusetts        | 3e district       | Niki Tsongas *           |       | Démocrate   | Lori Trahan              |       | Démocrate   |
| Massachusetts        | 4e district       | Joe Kennedy              |       | Démocrate   | Joe Kennedy              |       | Démocrate   |
| Massachusetts        | 5e district       | Katherine Clark          |       | Démocrate   | Katherine Clark          |       | Démocrate   |
| Massachusetts        | 6e district       | Seth Moulton             |       | Démocrate   | Seth Moulton             |       | Démocrate   |
| Massachusetts        | 7e district       | Mike Capuano ♦           |       | Démocrate   | Ayanna Pressley          |       | Démocrate   |
| Massachusetts        | 8e district       | Stephen Lynch            |       | Démocrate   | Stephen Lynch            |       | Démocrate   |
| Massachusetts        | 9e district       | Bill Keating             |       | Démocrate   | Bill Keating             |       | Démocrate   |
| Michigan             | 1er district      | Jack Bergman             |       | Républicain | Jack Bergman             |       | Républicain |
| Michigan             | 2e district       | Bill Huizenga            |       | Républicain | Bill Huizenga            |       | Républicain |
| Michigan             | 3e district       | Justin Amash             |       | Républicain | Justin Amash             |       | Républicain |
| Michigan             | 4e district       | John Moolenaar           |       | Républicain | John Moolenaar           |       | Républicain |
| Michigan             | 5e district       | Dan Kildee               |       | Démocrate   | Dan Kildee               |       | Démocrate   |
| Michigan             | 6e district       | Fred Upton               |       | Républicain | Fred Upton               |       | Républicain |
| Michigan             | 7e district       | Tim Walberg              |       | Républicain | Tim Walberg              |       | Républicain |
| Michigan             | 8e district       | Mike Bishop              |       | Républicain | Elissa Slotkin           |       | Démocrate   |
| Michigan             | 9e district       | Sander Levin *           |       | Démocrate   | Andy Levin               |       | Démocrate   |
| Michigan             | 10e district      | Paul Mitchell            |       | Républicain | Paul Mitchell            |       | Républicain |
| Michigan             | 11e district      | Dave Trott *             |       | Républicain | Haley Stevens            |       | Démocrate   |
| Michigan             | 12e district      | Debbie Dingell           |       | Démocrate   | Debbie Dingell           |       | Démocrate   |
| Michigan             | 13e district      | Vacant                   |       | Démocrate   | Rashida Tlaib            |       | Démocrate   |
| Michigan             | 14e district      | Brenda Lawrence          |       | Démocrate   | Brenda Lawrence          |       | Démocrate   |
| Minnesota            | 1er district      | Tim Walz *               |       | Démocrate   | Jim Hagedorn             |       | Républicain |
| Minnesota            | 2e district       | Jason Lewis              |       | Républicain | Angie Craig              |       | Démocrate   |
| Minnesota            | 3e district       | Erik Paulsen             |       | Républicain | Dean Phillips            |       | Démocrate   |
| Minnesota            | 4e district       | Betty McCollum           |       | Démocrate   | Betty McCollum           |       | Démocrate   |
| Minnesota            | 5e district       | Keith Ellison *          |       | Démocrate   | Ilhan Omar               |       | Démocrate   |
| Minnesota            | 6e district       | Tom Emmer                |       | Républicain | Tom Emmer                |       | Républicain |
| Minnesota            | 7e district       | Collin Peterson          |       | Démocrate   | Collin Peterson          |       | Démocrate   |
| Minnesota            | 8e district       | Rick Nolan *             |       | Démocrate   | Pete Stauber             |       | Républicain |
| Mississippi          | 1er district      | Trent Kelly              |       | Républicain | Trent Kelly              |       | Républicain |
| Mississippi          | 2e district       | Bennie Thompson          |       | Démocrate   | Bennie Thompson          |       | Démocrate   |
| Mississippi          | 3e district       | Gregg Harper *           |       | Républicain | Michael Guest            |       | Républicain |
| Mississippi          | 4e district       | Steven Palazzo           |       | Républicain | Steven Palazzo           |       | Républicain |
| Missouri             | 1er district      | Lacy Clay                |       | Démocrate   | Lacy Clay                |       | Démocrate   |
| Missouri             | 2e district       | Ann Wagner               |       | Républicain | Ann Wagner               |       | Républicain |
| Missouri             | 3e district       | Blaine Luetkemeyer       |       | Républicain | Blaine Luetkemeyer       |       | Républicain |
| Missouri             | 4e district       | Vicky Hartzler           |       | Républicain | Vicky Hartzler           |       | Républicain |
| Missouri             | 5e district       | Emanuel Cleaver          |       | Démocrate   | Emanuel Cleaver          |       | Démocrate   |
| Missouri             | 6e district       | Sam Graves               |       | Républicain | Sam Graves               |       | Républicain |
| Missouri             | 7e district       | Billy Long               |       | Républicain | Billy Long               |       | Républicain |
| Missouri             | 8e district       | Jason Smith              |       | Républicain | Jason Smith              |       | Républicain |
| Montana              | District at-large | Greg Gianforte           |       | Républicain | Greg Gianforte           |       | Républicain |
| Nebraska             | 1er district      | Jeff Fortenberry         |       | Républicain | Jeff Fortenberry         |       | Républicain |
| Nebraska             | 2e district       | Don Bacon                |       | Républicain | Don Bacon                |       | Républicain |
| Nebraska             | 3e district       | Adrian Smith             |       | Républicain | Adrian Smith             |       | Républicain |
| Nevada               | 1er district      | Dina Titus               |       | Démocrate   | Dina Titus               |       | Démocrate   |
| Nevada               | 2e district       | Mark Amodei              |       | Républicain | Mark Amodei              |       | Républicain |
| Nevada               | 3e district       | Jacky Rosen *            |       | Démocrate   | Susie Lee                |       | Démocrate   |
| Nevada               | 4e district       | Ruben Kihuen *           |       | Démocrate   | Steven Horsford          |       | Démocrate   |
| New Hampshire        | 1er district      | Carol Shea-Porter *      |       | Démocrate   | Chris Pappas             |       | Démocrate   |
| New Hampshire        | 2e district       | Ann McLane Kuster        |       | Démocrate   | Ann McLane Kuster        |       | Démocrate   |
| New Jersey           | 1er district      | Donald Norcross          |       | Démocrate   | Donald Norcross          |       | Démocrate   |
| New Jersey           | 2e district       | Frank LoBiondo *         |       | Républicain | Jeff Van Drew            |       | Démocrate   |
| New Jersey           | 3e district       | Tom MacArthur            |       | Républicain | Andy Kim                 |       | Démocrate   |
| New Jersey           | 4e district       | Chris Smith              |       | Républicain | Chris Smith              |       | Républicain |
| New Jersey           | 5e district       | Josh Gottheimer          |       | Démocrate   | Josh Gottheimer          |       | Démocrate   |
| New Jersey           | 6e district       | Frank Pallone            |       | Démocrate   | Frank Pallone            |       | Démocrate   |
| New Jersey           | 7e district       | Leonard Lance            |       | Républicain | Tom Malinowski           |       | Démocrate   |
| New Jersey           | 8e district       | Albio Sires              |       | Démocrate   | Albio Sires              |       | Démocrate   |
| New Jersey           | 9e district       | Bill Pascrell            |       | Démocrate   | Bill Pascrell            |       | Démocrate   |
| New Jersey           | 10e district      | Donald Payne Jr.         |       | Démocrate   | Donald Payne Jr.         |       | Démocrate   |
| New Jersey           | 11e district      | Rodney Frelinghuysen *   |       | Républicain | Mikie Sherrill           |       | Démocrate   |
| New Jersey           | 12e district      | Bonnie Watson Coleman    |       | Démocrate   | Bonnie Watson Coleman    |       | Démocrate   |
| New York             | 1er district      | Lee Zeldin               |       | Républicain | Lee Zeldin               |       | Républicain |
| New York             | 2e district       | Peter King               |       | Républicain | Peter King               |       | Républicain |
| New York             | 3e district       | Tom Suozzi               |       | Démocrate   | Tom Suozzi               |       | Démocrate   |
| New York             | 4e district       | Kathleen Rice            |       | Démocrate   | Kathleen Rice            |       | Démocrate   |
| New York             | 5e district       | Gregory Meeks            |       | Démocrate   | Gregory Meeks            |       | Démocrate   |
| New York             | 6e district       | Grace Meng               |       | Démocrate   | Grace Meng               |       | Démocrate   |
| New York             | 7e district       | Nydia Velázquez          |       | Démocrate   | Nydia Velázquez          |       | Démocrate   |
| New York             | 8e district       | Hakeem Jeffries          |       | Démocrate   | Hakeem Jeffries          |       | Démocrate   |
| New York             | 9e district       | Yvette Clarke            |       | Démocrate   | Yvette Clarke            |       | Démocrate   |
| New York             | 10e district      | Jerrold Nadler           |       | Démocrate   | Jerrold Nadler           |       | Démocrate   |
| New York             | 11e district      | Dan Donovan              |       | Républicain | Max Rose                 |       | Démocrate   |
| New York             | 12e district      | Carolyn Maloney          |       | Démocrate   | Carolyn Maloney          |       | Démocrate   |
| New York             | 13e district      | Adriano Espaillat        |       | Démocrate   | Adriano Espaillat        |       | Démocrate   |
| New York             | 14e district      | Joseph Crowley ♦         |       | Démocrate   | Alexandria Ocasio-Cortez |       | Démocrate   |
| New York             | 15e district      | José E. Serrano          |       | Démocrate   | José E. Serrano          |       | Démocrate   |
| New York             | 16e district      | Eliot Engel              |       | Démocrate   | Eliot Engel              |       | Démocrate   |
| New York             | 17e district      | Nita Lowey               |       | Démocrate   | Nita Lowey               |       | Démocrate   |
| New York             | 18e district      | Sean Patrick Maloney     |       | Démocrate   | Sean Patrick Maloney     |       | Démocrate   |
| New York             | 19e district      | John Faso                |       | Républicain | Antonio Delgado          |       | Démocrate   |
| New York             | 20e district      | Paul Tonko               |       | Démocrate   | Paul Tonko               |       | Démocrate   |
| New York             | 21e district      | Elise Stefanik           |       | Républicain | Elise Stefanik           |       | Républicain |
| New York             | 22e district      | Claudia Tenney           |       | Républicain | Anthony Brindisi         |       | Démocrate   |
| New York             | 23e district      | Tom Reed                 |       | Républicain | Tom Reed                 |       | Républicain |
| New York             | 24e district      | John Katko               |       | Républicain | John Katko               |       | Républicain |
| New York             | 25e district      | Louise Slaughter *       |       | Démocrate   | Joseph Morelle           |       | Démocrate   |
| New York             | 26e district      | Brian Higgins            |       | Démocrate   | Brian Higgins            |       | Démocrate   |
| New York             | 27e district      | Chris Collins            |       | Républicain | Chris Collins            |       | Républicain |
| Nouveau-Mexique      | 1er district      | Michelle Lujan Grisham * |       | Démocrate   | Deb Haaland              |       | Démocrate   |
| Nouveau-Mexique      | 2e district       | Steve Pearce *           |       | Républicain | Xochitl Torres Small     |       | Démocrate   |
| Nouveau-Mexique      | 3e district       | Ben Ray Luján            |       | Démocrate   | Ben Ray Luján            |       | Démocrate   |
| Ohio                 | 1er district      | Steve Chabot             |       | Républicain | Steve Chabot             |       | Républicain |
| Ohio                 | 2e district       | Brad Wenstrup            |       | Républicain | Brad Wenstrup            |       | Républicain |
| Ohio                 | 3e district       | Joyce Beatty             |       | Démocrate   | Joyce Beatty             |       | Démocrate   |
| Ohio                 | 4e district       | Jim Jordan               |       | Républicain | Jim Jordan               |       | Républicain |
| Ohio                 | 5e district       | Bob Latta                |       | Républicain | Bob Latta                |       | Républicain |
| Ohio                 | 6e district       | Bill Johnson             |       | Républicain | Bill Johnson             |       | Républicain |
| Ohio                 | 7e district       | Bob Gibbs                |       | Républicain | Bob Gibbs                |       | Républicain |
| Ohio                 | 8e district       | Warren Davidson          |       | Républicain | Warren Davidson          |       | Républicain |
| Ohio                 | 9e district       | Marcy Kaptur             |       | Démocrate   | Marcy Kaptur             |       | Démocrate   |
| Ohio                 | 10e district      | Mike Turner              |       | Républicain | Mike Turner              |       | Républicain |
| Ohio                 | 11e district      | Marcia Fudge             |       | Démocrate   | Marcia Fudge             |       | Démocrate   |
| Ohio                 | 12e district      |                          |       | Républicain | Troy Balderson           |       | Républicain |
| Ohio                 | 13e district      | Tim Ryan                 |       | Démocrate   | Tim Ryan                 |       | Démocrate   |
| Ohio                 | 14e district      | David Joyce              |       | Républicain | David Joyce              |       | Républicain |
| Ohio                 | 15e district      | Steven Stivers           |       | Républicain | Steven Stivers           |       | Républicain |
| Ohio                 | 16e district      | Jim Renacci *            |       | Républicain | Anthony Gonzalez         |       | Républicain |
| Oklahoma             | 1er district      | Vacant                   |       | Républicain | Kevin Hern               |       | Républicain |
| Oklahoma             | 2e district       | Markwayne Mullin         |       | Républicain | Markwayne Mullin         |       | Républicain |
| Oklahoma             | 3e district       | Frank Lucas              |       | Républicain | Frank Lucas              |       | Républicain |
| Oklahoma             | 4e district       | Tom Cole                 |       | Républicain | Tom Cole                 |       | Républicain |
| Oklahoma             | 5e district       | Steve Russell            |       | Républicain | Kendra Horn              |       | Démocrate   |
| Oregon               | 1er district      | Suzanne Bonamici         |       | Démocrate   | Suzanne Bonamici         |       | Démocrate   |
| Oregon               | 2e district       | Greg Walden              |       | Républicain | Greg Walden              |       | Républicain |
| Oregon               | 3e district       | Earl Blumenauer          |       | Démocrate   | Earl Blumenauer          |       | Démocrate   |
| Oregon               | 4e district       | Peter DeFazio            |       | Démocrate   | Peter DeFazio            |       | Démocrate   |
| Oregon               | 5e district       | Kurt Schrader            |       | Démocrate   | Kurt Schrader            |       | Démocrate   |
| Pennsylvanie         | 1er district      | Bob Brady *              |       | Démocrate   | Brian Fitzpatrick        |       | Républicain |
| Pennsylvanie         | 2e district       | Dwight Evans             |       | Démocrate   | Brendan Boyle            |       | Démocrate   |
| Pennsylvanie         | 3e district       | Mike Kelly               |       | Républicain | Dwight Evans             |       | Démocrate   |
| Pennsylvanie         | 4e district       | Scott Perry              |       | Républicain | Madeleine Dean           |       | Démocrate   |
| Pennsylvanie         | 5e district       | Glenn Thompson           |       | Républicain | Mary Scanlon             |       | Démocrate   |
| Pennsylvanie         | 6e district       | Ryan Costello *          |       | Républicain | Chrissy Houlahan         |       | Démocrate   |
| Pennsylvanie         | 7e district       | Mary Scanlon ,           |       | Républicain | Susan Wild               |       | Démocrate   |
| Pennsylvanie         | 8e district       | Brian Fitzpatrick        |       | Républicain | Matt Cartwright          |       | Démocrate   |
| Pennsylvanie         | 9e district       | Bill Shuster *           |       | Républicain | Dan Meuser               |       | Républicain |
| Pennsylvanie         | 10e district      | Tom Marino               |       | Républicain | Scott Perry              |       | Républicain |
| Pennsylvanie         | 11e district      | Lou Barletta *           |       | Républicain | Lloyd Smucker            |       | Républicain |
| Pennsylvanie         | 12e district      | Keith Rothfus *          |       | Républicain | Tom Marino               |       | Républicain |
| Pennsylvanie         | 13e district      | Brendan Boyle            |       | Démocrate   | John Joyce               |       | Républicain |
| Pennsylvanie         | 14e district      | Mike Doyle               |       | Démocrate   | Guy Reschenthaler        |       | Républicain |
| Pennsylvanie         | 15e district      | Charlie Dent *           |       | Républicain | Glenn Thompson           |       | Républicain |
| Pennsylvanie         | 16e district      | Lloyd Smucker            |       | Républicain | Mike Kelly               |       | Républicain |
| Pennsylvanie         | 17e district      | Matt Cartwright          |       | Démocrate   | Conor Lamb               |       | Démocrate   |
| Pennsylvanie         | 18e district      | Conor Lamb               |       | Démocrate   | Mike Doyle               |       | Démocrate   |
| Rhode Island         | 1er district      | David Cicilline          |       | Démocrate   | David Cicilline          |       | Démocrate   |
| Rhode Island         | 2e district       | James Langevin           |       | Démocrate   | James Langevin           |       | Démocrate   |
| Tennessee            | 1er district      | Phil Roe                 |       | Républicain | Phil Roe                 |       | Républicain |
| Tennessee            | 2e district       | Jimmy Duncan *           |       | Républicain | Tim Burchett             |       | Républicain |
| Tennessee            | 3e district       | Chuck Fleischmann        |       | Républicain | Chuck Fleischmann        |       | Républicain |
| Tennessee            | 4e district       | Scott DesJarlais         |       | Républicain | Scott DesJarlais         |       | Républicain |
| Tennessee            | 5e district       | Jim Cooper               |       | Démocrate   | Jim Cooper               |       | Démocrate   |
| Tennessee            | 6e district       | Diane Black *            |       | Républicain | John Rose                |       | Républicain |
| Tennessee            | 7e district       | Marsha Blackburn *       |       | Républicain | Mark Green               |       | Républicain |
| Tennessee            | 8e district       | David Kustoff            |       | Républicain | David Kustoff            |       | Républicain |
| Tennessee            | 9e district       | Steve Cohen              |       | Démocrate   | Steve Cohen              |       | Démocrate   |
| Texas                | 1er district      | Louie Gohmert            |       | Républicain | Louie Gohmert            |       | Républicain |
| Texas                | 2e district       | Ted Poe *                |       | Républicain | Dan Crenshaw             |       | Républicain |
| Texas                | 3e district       | Sam Johnson *            |       | Républicain | Van Taylor               |       | Républicain |
| Texas                | 4e district       | John Ratcliffe           |       | Républicain | John Ratcliffe           |       | Républicain |
| Texas                | 5e district       | Jeb Hensarling *         |       | Républicain | Lance Gooden             |       | Républicain |
| Texas                | 6e district       | Joe Barton *             |       | Républicain | Ron Wright               |       | Républicain |
| Texas                | 7e district       | John Culberson           |       | Républicain | Lizzie Fletcher          |       | Démocrate   |
| Texas                | 8e district       | Kevin Brady              |       | Républicain | Kevin Brady              |       | Républicain |
| Texas                | 9e district       | Al Green                 |       | Démocrate   | Al Green                 |       | Démocrate   |
| Texas                | 10e district      | Michael McCaul           |       | Républicain | Michael McCaul           |       | Républicain |
| Texas                | 11e district      | Mike Conaway             |       | Républicain | Mike Conaway             |       | Républicain |
| Texas                | 12e district      | Kay Granger              |       | Républicain | Kay Granger              |       | Républicain |
| Texas                | 13e district      | Mac Thornberry           |       | Républicain | Mac Thornberry           |       | Républicain |
| Texas                | 14e district      | Randy Weber              |       | Républicain | Randy Weber              |       | Républicain |
| Texas                | 15e district      | Vicente Gonzalez         |       | Démocrate   | Vicente Gonzalez         |       | Démocrate   |
| Texas                | 16e district      | Beto O'Rourke *          |       | Démocrate   | Veronica Escobar         |       | Démocrate   |
| Texas                | 17e district      | Bill Flores              |       | Républicain | Bill Flores              |       | Républicain |
| Texas                | 18e district      | Sheila Jackson Lee       |       | Démocrate   | Sheila Jackson Lee       |       | Démocrate   |
| Texas                | 19e district      | Jodey Arrington          |       | Républicain | Jodey Arrington          |       | Républicain |
| Texas                | 20e district      | Joaquín Castro           |       | Démocrate   | Joaquín Castro           |       | Démocrate   |
| Texas                | 21e district      | Lamar Smith *            |       | Républicain | Chip Roy                 |       | Républicain |
| Texas                | 22e district      | Pete Olson               |       | Républicain | Pete Olson               |       | Républicain |
| Texas                | 23e district      | Will Hurd                |       | Républicain | Will Hurd                |       | Républicain |
| Texas                | 24e district      | Kenny Marchant           |       | Républicain | Kenny Marchant           |       | Républicain |
| Texas                | 25e district      | Roger Williams           |       | Républicain | Roger Williams           |       | Républicain |
| Texas                | 26e district      | Michael Burgess          |       | Républicain | Michael Burgess          |       | Républicain |
| Texas                | 27e district      | Michael Cloud            |       | Républicain | Michael Cloud            |       | Républicain |
| Texas                | 28e district      | Henry Cuellar            |       | Démocrate   | Henry Cuellar            |       | Démocrate   |
| Texas                | 29e district      | Gene Green *             |       | Démocrate   | Sylvia Garcia            |       | Démocrate   |
| Texas                | 30e district      | Eddie Bernice Johnson    |       | Démocrate   | Eddie Bernice Johnson    |       | Démocrate   |
| Texas                | 31e district      | John Carter              |       | Républicain | John Carter              |       | Républicain |
| Texas                | 32e district      | Pete Sessions            |       | Républicain | Colin Allred             |       | Démocrate   |
| Texas                | 33e district      | Marc Veasey              |       | Démocrate   | Marc Veasey              |       | Démocrate   |
| Texas                | 34e district      | Filemon Vela             |       | Démocrate   | Filemon Vela             |       | Démocrate   |
| Texas                | 35e district      | Lloyd Doggett            |       | Démocrate   | Lloyd Doggett            |       | Démocrate   |
| Texas                | 36e district      | Brian Babin              |       | Républicain | Brian Babin              |       | Républicain |
| Utah                 | 1er district      | Rob Bishop               |       | Républicain | Rob Bishop               |       | Républicain |
| Utah                 | 2e district       | Chris Stewart            |       | Républicain | Chris Stewart            |       | Républicain |
| Utah                 | 3e district       | John Curtis              |       | Républicain | John Curtis              |       | Républicain |
| Utah                 | 4e district       | Mia Love                 |       | Républicain | Ben McAdams              |       | Démocrate   |
| Vermont              | District at-large | Peter Welch              |       | Démocrate   | Peter Welch              |       | Démocrate   |
| Virginie             | 1er district      | Rob Wittman              |       | Républicain | Rob Wittman              |       | Républicain |
| Virginie             | 2e district       | Scott Taylor             |       | Républicain | Elaine Luria             |       | Démocrate   |
| Virginie             | 3e district       | Bobby Scott              |       | Démocrate   | Bobby Scott              |       | Démocrate   |
| Virginie             | 4e district       | Donald McEachin          |       | Démocrate   | Donald McEachin          |       | Démocrate   |
| Virginie             | 5e district       | Tom Garrett *            |       | Républicain | Denver Riggleman         |       | Républicain |
| Virginie             | 6e district       | Bob Goodlatte *          |       | Républicain | Ben Cline                |       | Républicain |
| Virginie             | 7e district       | Dave Brat                |       | Républicain | Abigail Spanberger       |       | Démocrate   |
| Virginie             | 8e district       | Don Beyer                |       | Démocrate   | Don Beyer                |       | Démocrate   |
| Virginie             | 9e district       | Morgan Griffith          |       | Républicain | Morgan Griffith          |       | Républicain |
| Virginie             | 10e district      | Barbara Comstock         |       | Républicain | Jennifer Wexton          |       | Démocrate   |
| Virginie             | 11e district      | Gerry Connolly           |       | Démocrate   | Gerry Connolly           |       | Démocrate   |
| Virginie-Occidentale | 1er district      | David McKinley           |       | Républicain | David McKinley           |       | Républicain |
| Virginie-Occidentale | 2e district       | Alex Mooney              |       | Républicain | Alex Mooney              |       | Républicain |
| Virginie-Occidentale | 3e district       | Evan Jenkins *           |       | Républicain | Carol Miller             |       | Républicain |
| Washington           | 1er district      | Suzan DelBene            |       | Démocrate   | Suzan DelBene            |       | Démocrate   |
| Washington           | 2e district       | Rick Larsen              |       | Démocrate   | Rick Larsen              |       | Démocrate   |
| Washington           | 3e district       | Jaime Herrera Beutler    |       | Républicain | Jaime Herrera Beutler    |       | Républicain |
| Washington           | 4e district       | Dan Newhouse             |       | Républicain | Dan Newhouse             |       | Républicain |
| Washington           | 5e district       | Cathy McMorris Rodgers   |       | Républicain | Cathy McMorris Rodgers   |       | Républicain |
| Washington           | 6e district       | Derek Kilmer             |       | Démocrate   | Derek Kilmer             |       | Démocrate   |
| Washington           | 7e district       | Pramila Jayapal          |       | Démocrate   | Pramila Jayapal          |       | Démocrate   |
| Washington           | 8e district       | Dave Reichert *          |       | Républicain | Kim Schrier              |       | Démocrate   |
| Washington           | 9e district       | Adam Smith               |       | Démocrate   | Adam Smith               |       | Démocrate   |
| Washington           | 10e district      | Dennis Heck              |       | Démocrate   | Dennis Heck              |       | Démocrate   |
| Wisconsin            | 1er district      | Paul Ryan *              |       | Républicain | Bryan Steil              |       | Républicain |
| Wisconsin            | 2e district       | Mark Pocan               |       | Démocrate   | Mark Pocan               |       | Démocrate   |
| Wisconsin            | 3e district       | Ron Kind                 |       | Démocrate   | Ron Kind                 |       | Démocrate   |
| Wisconsin            | 4e district       | Gwen Moore               |       | Démocrate   | Gwen Moore               |       | Démocrate   |
| Wisconsin            | 5e district       | Jim Sensenbrenner        |       | Républicain | Jim Sensenbrenner        |       | Républicain |
| Wisconsin            | 6e district       | Glenn Grothman           |       | Républicain | Glenn Grothman           |       | Républicain |
| Wisconsin            | 7e district       | Sean Duffy               |       | Républicain | Sean Duffy               |       | Républicain |
| Wisconsin            | 8e district       | Mike Gallagher           |       | Républicain | Mike Gallagher           |       | Républicain |
| Wyoming              | District at-large | Liz Cheney               |       | Républicain | Liz Cheney               |       | Républicain |

La Pennsylvanie a subi un redécoupage à la suite de l'annulation de la nouvelle carte par la cour suprême.
1. 1 2  Brian Fitzpatrick s'est présenté dans le nouveau 1er district
2. 1 2  Dwight Evans s'est présenté dans le nouveau 3e district
3. 1 2  Brendan Boyle s'est présenté dans le nouveau 2e district
4. 1 2  Mike Kelly s'est présenté dans le nouveau 16e district
5. 1 2  Scott Perry s'est présenté dans le nouveau 10e district
6. 1 2  Glenn Thompson s'est présenté dans le nouveau 15e district
7. 1 2  Mary Scanlon s'est présenté dans le nouveau 5e district
8. 1 2  Matt Cartwright s'est présenté dans le nouveau 8e district
9. 1 2  Tom Marino s'est présenté dans le nouveau 12e district
10. 1 2  Lloyd Smucker s'est présenté dans le nouveau 11e district
11. 1 2  Mike Doyle s'est présenté dans le nouveau 18e district
12. 1 2  Conor Lamb s'est présenté dans le nouveau 17e district

## Gains de sièges par État
| État                 | R   | D   |
| -------------------- | --- | --- |
| Alabama              | 0   | 0   |
| Alaska               | 0   | 0   |
| Arizona              | -1  | +1  |
| Arkansas             | 0   | 0   |
| Californie           | -4  | +4  |
| Caroline du Nord     | 0   | 0   |
| Caroline du Sud      | -1  | +1  |
| Colorado             | -1  | +1  |
| Connecticut          | 0   | 0   |
| Dakota du Nord       | 0   | 0   |
| Dakota du Sud        | 0   | 0   |
| Delaware             | 0   | 0   |
| Floride              | -2  | +2  |
| Géorgie              | -1  | +1  |
| Hawaï                | 0   | 0   |
| Idaho                | 0   | 0   |
| Illinois             | -3  | +3  |
| Indiana              | 0   | 0   |
| Iowa                 | -2  | +2  |
| Kansas               | -1  | +1  |
| Kentucky             | 0   | 0   |
| Louisiane            | 0   | 0   |
| Maine                | 0   | 0   |
| Maryland             | 0   | 0   |
| Massachusetts        | 0   | 0   |
| Michigan             | -2  | +2  |
| Minnesota            | -1  | +1  |
| Mississippi          | 0   | 0   |
| Missouri             | 0   | 0   |
| Montana              | 0   | 0   |
| Nebraska             | 0   | 0   |
| Nevada               | 0   | 0   |
| New Hampshire        | 0   | 0   |
| New Jersey           | -4  | +4  |
| New York             | -3  | +3  |
| Nouveau-Mexique      | -1  | +1  |
| Ohio                 | 0   | 0   |
| Oklahoma             | -1  | +1  |
| Oregon               | 0   | 0   |
| Pennsylvanie         | -3  | +3  |
| Rhode Island         | 0   | 0   |
| Tennessee            | 0   | 0   |
| Texas                | -2  | +2  |
| Utah                 | -1  | +1  |
| Vermont              | 0   | 0   |
| Virginie             | -3  | +3  |
| Virginie-Occidentale | 0   | 0   |
| Washington           | -1  | +1  |
| Wisconsin            | 0   | 0   |
| Wyoming              | 0   | 0   |
| Total                | -38 | +38 |

## Résultats par territoires non incorporés
| Territoire                  | District cong.    | Représentant sortant    | Parti | Parti       | Représentant élu               | Parti                          | Parti                          |
| --------------------------- | ----------------- | ----------------------- | ----- | ----------- | ------------------------------ | ------------------------------ | ------------------------------ |
| Samoa américaines           | District at-large | Amata Coleman Radewagen |       | Républicain | Amata Coleman Radewagen        |                                | Républicain                    |
| Washington D.C.             | District at-large | Eleanor Holmes Norton   |       | Démocrate   | Eleanor Holmes Norton          |                                | Démocrate                      |
| Guam                        | District at-large | Madeleine Bordallo♦     |       | Démocrate   | Michael San Nicolas            |                                | Démocrate                      |
| Îles Mariannes du Nord      | District at-large | Gregorio Sablan         |       | Indépendant | Gregorio Sablan                |                                | Indépendant                    |
| Porto Rico                  | District at-large | Jenniffer González      |       | NPP         | non-concerné par les élections | non-concerné par les élections | non-concerné par les élections |
| Îles Vierges des États-Unis | District at-large | Stacey Plaskett         |       | Démocrate   | Stacey Plaskett                |                                | Démocrate                      |

## Résultats en voix
À la mi-novembre, les résultats définitifs de 6 circonscriptions sur les 435 que comptent les États-Unis n'étaient pas encore connus,. Le 16 novembre 2018, les totalisations en voix sur les 429 autres font apparaitre un total de 54,57 millions de voix pour le Parti démocrate et de 48,99 millions pour le Parti républicain, selon le The New York Times, soit une avance de 5,58 millions de voix en faveur des démocrates et un gain de 36 sièges sur 429.
Restait à proclamer les résultats dans ces 6 circonscriptions, dont 4 situées dans des états majoritairement démocrates, mais toutes détenues jusque-là par des républicains:
- Au Texas, Will Hurd (R, sortant) contre Gina Ortiz-Jones (D);
- En Georgie, Rob Woodall (R, sortant) contre Carolyn Bourdeaux (D);
- Dans l'Utah, Ben McAdams (D) contre Mia Love (R, sortante);
- En Californie, Gil Cisneros (D) contre Young Kim (R, soutenue par le sortant);
- À New York, Anthony Brindisi (D) contre Claudia Tenney (R, sortante);
- À New York, Chris Collins (R, sortant) contre Nate McMurray (D).